# Prva hrvatska košarkaška liga 2008-2009
La Prva hrvatska košarkaška liga 2008-2009 è stata la 18ª edizione del massimo campionato croato di pallacanestro maschile. La vittoria finale è stata ad appannaggio del Cibona Zagabria.

## Risultati

### Stagione regolare

#### Prima fase
|     | Squadra         | G  | V  | P  | PF   | PS   | Diff | Pt. | Qualificazione |
| --- | --------------- | -- | -- | -- | ---- | ---- | ---- | --- | -------------- |
| 1.  | Cedevita        | 18 | 12 | 6  | 1584 | 1420 | +164 | 30  | poule scudetto |
| 2.  | Šibenka         | 18 | 11 | 7  | 1504 | 1443 | +61  | 29  | poule scudetto |
| 3.  | Dubrovnik       | 18 | 11 | 7  | 1541 | 1548 | -7   | 29  | poule scudetto |
| 4.  | Brod            | 8  | 10 | 8  | 1471 | 1424 | +47  | 28  | poule scudetto |
| 5.  | Borik Puntamika | 18 | 9  | 9  | 1373 | 1411 | -38  | 27  |                |
| 6.  | Dubrava         | 18 | 8  | 10 | 1435 | 1378 | +57  | 26  |                |
| 7.  | Trogir          | 18 | 8  | 10 | 1484 | 1551 | -67  | 26  |                |
| 8.  | Kvarner Rijeka  | 18 | 8  | 10 | 1534 | 1611 | -77  | 26  |                |
| 9.  | Alkar           | 18 | 7  | 11 | 1396 | 1482 | -86  | 25  |                |
| 10. | Zabok           | 18 | 6  | 12 | 1351 | 1405 | -54  | 24  |                |

#### Seconda fase
|    | Squadra         | G  | V  | P  | PF   | PS   | Diff. | Pt. | Qualificazione |
| -- | --------------- | -- | -- | -- | ---- | ---- | ----- | --- | -------------- |
| 1. | Cibona Zagabria | 14 | 13 | 1  | 1366 | 1075 | +291  | 27  | playoffs       |
| 2. | Zara            | 14 | 12 | 2  | 1325 | 1057 | +268  | 26  | playoffs       |
| 3. | KK Zagabria     | 14 | 10 | 4  | 1309 | 1171 | +138  | 24  | playoffs       |
| 4. | Spalato         | 14 | 8  | 6  | 1243 | 1170 | +73   | 22  | playoffs       |
| 5. | Dubrovnik       | 14 | 4  | 10 | 1236 | 1418 | -182  | 18  |                |
| 6. | Cedevita        | 14 | 4  | 10 | 1207 | 1239 | -32   | 18  |                |
| 7. | Šibenka         | 14 | 3  | 11 | 1165 | 1376 | -211  | 17  |                |
| 8. | Brod            | 14 | 2  | 12 | 1140 | 1485 | -345  | 16  |                |

#### Poule retrocessione
|    | Squadra         | G  | V  | P  | PF   | PS   | PF/PS | Pt. | Qualificazione        |
| -- | --------------- | -- | -- | -- | ---- | ---- | ----- | --- | --------------------- |
| 1. | Dubrava         | 20 | 10 | 10 | 1547 | 1439 | +108  | 30  |                       |
| 2. | Borik Puntamika | 20 | 10 | 10 | 1489 | 1474 | +15   | 30  |                       |
| 3. | Trogir          | 20 | 10 | 10 | 1505 | 1522 | -17   | 30  |                       |
| 4. | Zabok           | 20 | 10 | 10 | 1578 | 1601 | -23   | 30  |                       |
| 5. | Kvarner Rijeka  | 20 | 10 | 10 | 1634 | 1671 | -37   | 30  |                       |
| 6. | Alkar           | 20 | 10 | 10 | 1502 | 1548 | 46    | 30  | retrocessa in A2 Liga |

### Playoff
|  | Semifinali | Semifinali      | Semifinali |      |    | Finale          | Finale | Finale |  |
|  |            |                 |            |      |    |                 |        |        |  |
|  | 1.         | Cibona Zagabria | 2          |      |    |                 |        |        |  |
|  | 1.         | Cibona Zagabria | 2          |      |    |                 |        |        |  |
|  | 4.         | Spalato         | 0          |      |    |                 |        |        |  |
|  | 4.         | Spalato         | 0          |      | 1. | Cibona Zagabria | 3      |        |  |
|  |            |                 |            |      | 1. | Cibona Zagabria | 3      |        |  |
|  |            |                 | 2.         | Zara | 1  |                 |        |        |  |
|  | 2.         | Zara            | 2.         | Zara | 1  | 2               |        |        |  |
|  | 2.         | Zara            |            |      |    |                 |        |        |  |
|  | 3.         | KK Zagabria     | 0          |      |    |                 |        |        |  |

| Prva hrvatska košarkaška liga 2008-2009 |
| --------------------------------------- |
| Cibona Zagabria 15º titolo              |

## Squadra vincitrice
| N° | Naz.                            | Ruolo | Sportivo          |  | Alt. |  |
| -- | ------------------------------- | ----- | ----------------- |  | ---- |  |
| 4  | Stati Uniti (bandiera)          | C     | Jared Homan       |  | 206  |  |
| 5  | Croazia (bandiera)              | G     | Davor Kus         |  | 191  |  |
| 8  | Croazia (bandiera)              | AG    | Nikola Prkačin    |  | 208  |  |
| 9  | Croazia (bandiera)              | GA    | Robert Troha      |  | 194  |  |
| 11 | Croazia (bandiera)              | AG    | Vedran Vukušić    |  | 206  |  |
| 12 | Croazia (bandiera)              | C     | Lukša Andrić      |  | 208  |  |
| 13 | Stati Uniti (bandiera)          | P     | Earl Calloway     |  | 190  |  |
| 15 | Croazia (bandiera)              | C     | Tomislav Zubčić   |  | 208  |  |
| 19 | Bosnia ed Erzegovina (bandiera) | G     | Vedran Princ      |  | 190  |  |
| 20 | Croazia (bandiera)              | A     | Marin Rozić       |  | 201  |  |
| 32 | Stati Uniti (bandiera)          | GA    | Alan Anderson     |  | 198  |  |
|    | Croazia (bandiera)              | All.  | Velimir Perasović |  |      |  |